# Renașterea carolingiană

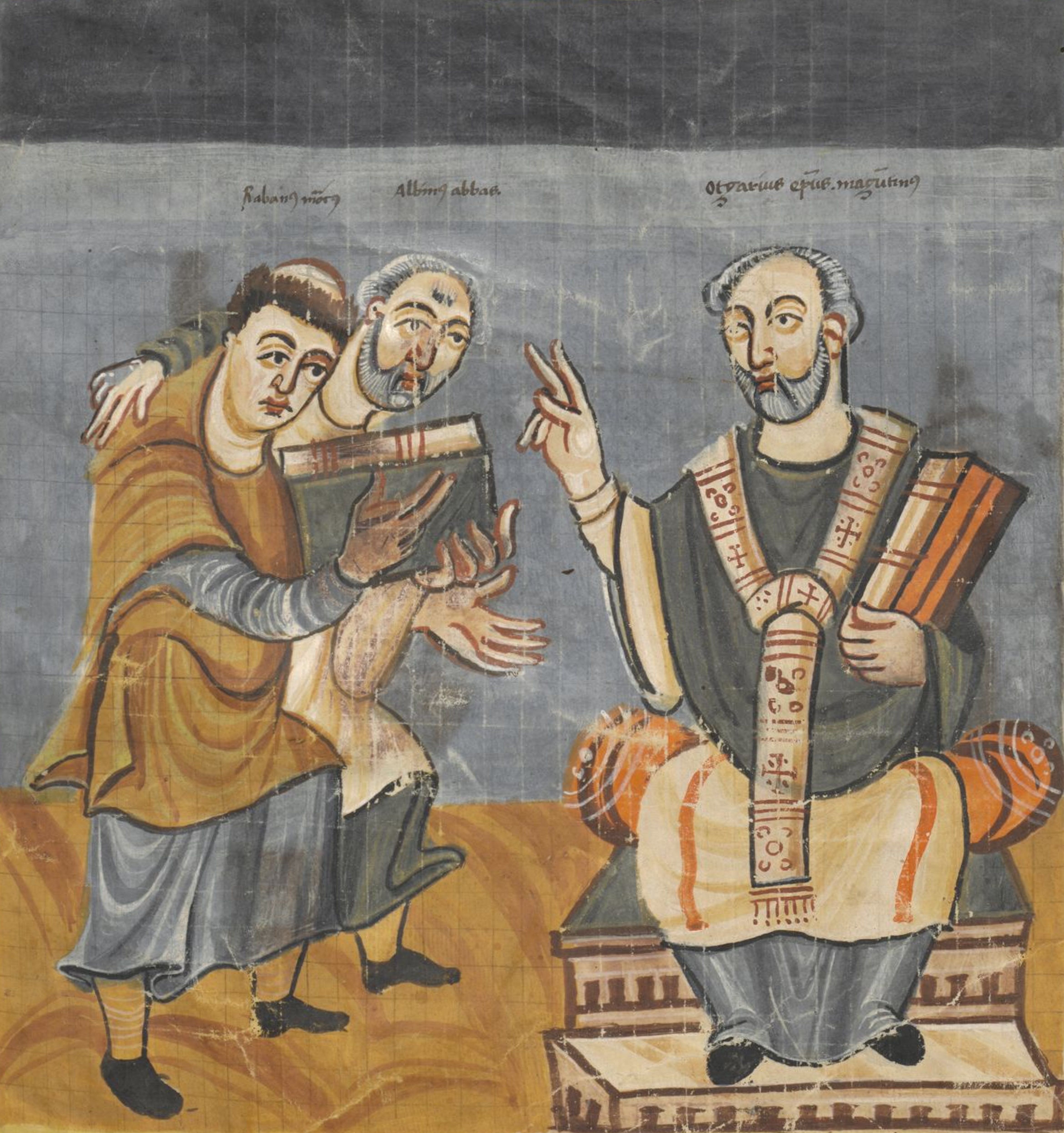
Rabanus Maurus (în stânga), prezentat de Alcuin (centru), dedică opera sa arhiepiscopului Otgar de Mainz (dreapta).

Renașterea carolingiană a fost o perioadă de reînnoire a culturii și a studiilor în Occident în timpul împăraților carolingeni din secolele VIII-IX. Sub Carol cel Mare (768-814), Ludovic cel Pios (814-840) și Carol Pleșuvul (843-877) s-au înregistrat progrese semnificative în școlile creștine, în timp ce curtea imperială atrăgea oameni de litere influenți, printre care Alcuin, Éginhard, Rabanus Maurus, Dungal și Ioan Scotus Eriugena.
Renașterea carolingiană, prima perioadă de renaștere culturală majoră din Evul Mediu, a fost o perioadă de mare progres intelectual, în special datorită redescoperirii limbii latine, salvgardarea scrierilor multor autori clasici și promovarea artelor liberale.

## Cauze

Poarta de la Mănăstirea Lorsch, c. 800, un exemplu de stil arhitectural carolingian

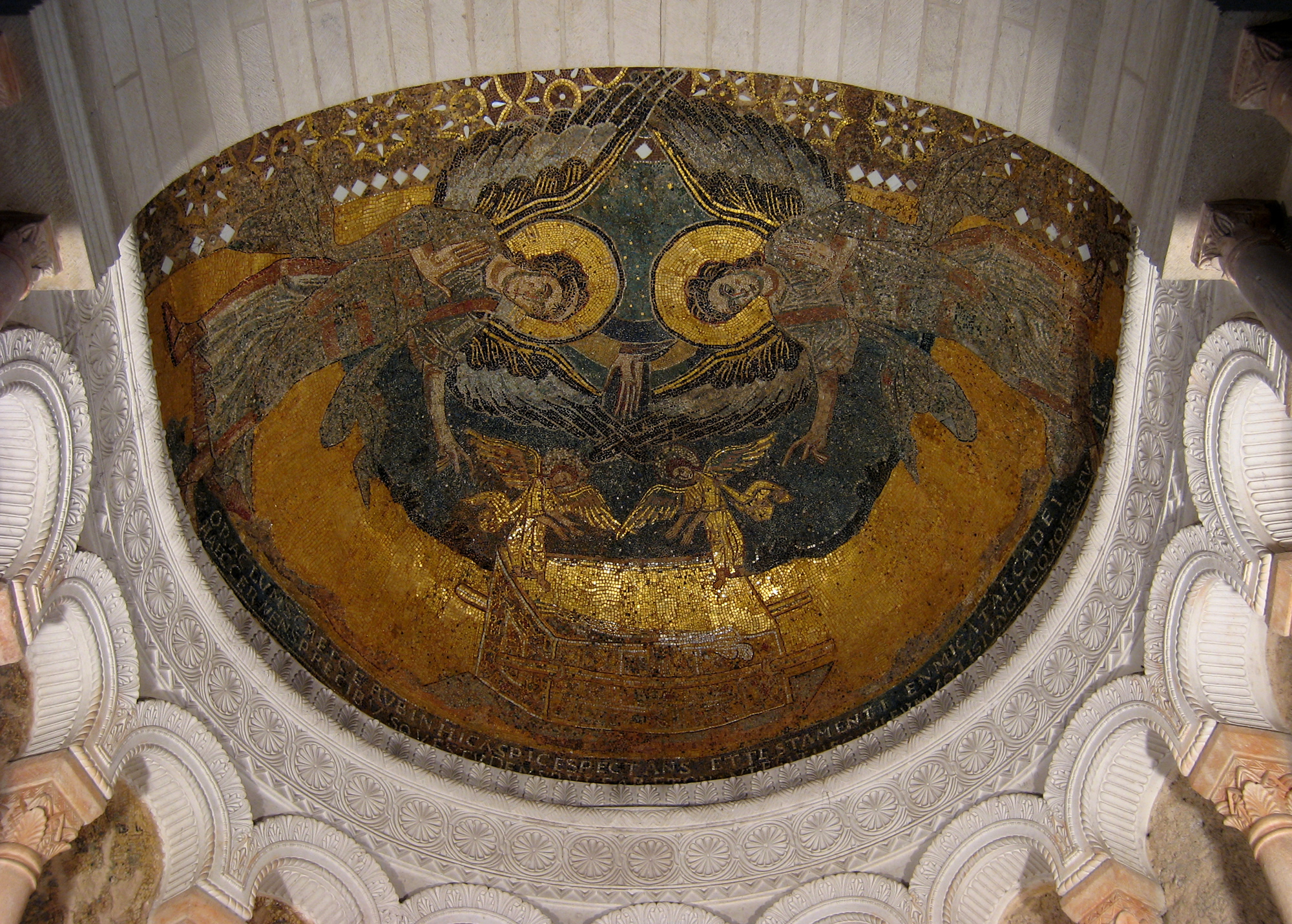
Mozaicul bisericii din Germigny-des-Prés

După cum subliniază Pierre Riché, expresia „Renașterea Carolingiană” nu implică faptul că Europa de Vest era barbară sau obscurantistă înainte de epoca carolingiană. Secolele de după prăbușirea Imperiului Roman de Apus nu au văzut o dispariție bruscă a școlilor antice, din care au apărut Martianus Capella, Cassiodorus și Boethius, icoane esențiale ale patrimoniului cultural roman din Evul Mediu, datorită cărora disciplinele de arte liberale au fost păstrate. Secolul al VII-lea a văzut „Renașterea isidoriană” în Regatul vizigot al Hispaniei în care au înflorit științele, iar integrarea gândirii creștine și precreștine a apărut  în timp ce răspândirea școlilor monahale irlandeze (scriptoria) în Europa, au pus bazele Renașterii carolingiene.